# Melanotrema lirelliforme
Melanotrema lirelliforme är en lavart som först beskrevs av Edward Tuckerman, och fick sitt nu gällande namn av Frisch 2006. Melanotrema lirelliforme ingår i släktet Melanotrema och familjen Thelotremataceae.   Inga underarter finns listade i Catalogue of Life.